# Popillia ricchiardii
Popillia ricchiardii är en skalbaggsart som beskrevs av Guido Sabatinelli 1996. Popillia ricchiardii ingår i släktet Popillia och familjen Rutelidae. Inga underarter finns listade i Catalogue of Life.